# Загородная (станция)
Загородняя  — грузовая железнодорожная станция Башкирского региона Куйбышевской железной дороги. Находится в Орджоникидзевском районе города Уфы. Ближайшая автомобильная трасса: Бирский тракт.  Движение электричек отменено.
Станция отгрузок продукции ОАО «Башнефть-Новойл».
Производится прием и выдача грузов повагонными и мелкими отправками, загружаемых целыми вагонами, только на подъездных путях и местах необщего пользования. Коммерческие операции, выполняемые на станции: прием и выдача грузов повагонными и мелкими отправками (только на подъездных путях).